# Seven Gulps of Air
Seven Gulps of Air è il terzo EP del musicista britannico Jon Hopkins, pubblicato il 16 novembre 2009 dalla Domino Records.

## Il disco
Contiene tre remix di altrettanti brani originariamente pubblicati nel terzo album in studio Insides (2009) e due brani inediti composti da Hopkins nel corso del 2009: l'omonimo brano, il quale ha visto la partecipazione di Mike Lindsay dei Tunng (il quale ha realizzato anche il remix di Small Memory) e del cantante malinese Abdallah Ag Housseyni, e A Drifting Down, rifacimento di A Drifing Up che ha visto coinvolti King Creosote alla voce ed Emma Smith al violino.

## Tracce
Testi e musiche di Jon Hopkins, eccetto dove indicato.
1. Seven Gulps of Air (with Tunng) – 3:35 (Jon Hopkins, Mike Lindsay)
2. Small Memory (Tunng Remix) – 4:57
3. The Low Places (Geese Remix) – 6:58
4. A Drifting Down – 6:56
5. Light Through the Veins (Tom Middleton Remodel) – 9:08

## Formazione
Musicisti
- Jon Hopkins – campionatore, pianoforte
- Abdallah Ag Alhousseyni – voce (traccia 1)
- Mike Lindsay – percussioni (traccia 1), produzione aggiuntiva (traccia 2)
- Geese
  - Emma Smith – violino, viola e produzione aggiuntiva (traccia 3), voce e strumenti ad arco (traccia 4)
  - Vince Sipprell – violino, viola e produzione aggiuntiva (traccia 3)
- King Creosote – voce (traccia 4)

Produzione
- Jon Hopkins – produzione, ingegneria del suono, missaggio
- Tom Griffiths – ingegneria del suono (traccia 3)
- Tom Middleton – produzione aggiuntiva (traccia 5)